# ジェロム・ヤング
ニュー・ジャック（New Jack）のリングネームで知られるジェロム・ヤング（Jerome Young、1963年1月3日 - 2021年5月14日）は、アメリカ合衆国の元プロレスラー。ジョージア州アトランタ出身のアフリカ系アメリカ人。

## 来歴
同郷の黒人レスラー、レイ・キャンディのコーチを受け1990年代前半にデビュー。ジェリー・ローラーとジェリー・ジャレットが主宰するテネシー州メンフィスのUSWAを経て、1994年にはジム・コルネットのSMW（Smoky Mountain Wrestling）を主戦場に、ムスタファ・サイードとのタッグチーム、ザ・ギャングスターズで活躍する。
1995年より路上の王「スラム・キング」のギミックでECWに参戦。ハードコアマッチを得意とし、ラップミュージック（ドクター・ドレーとアイス・キューブの『ナチュラル・ボーン・キラーズ』）を大音量でかけながら、大量の凶器を詰め込んだゴミ箱を持って現れ、数々の凶器を使って攻めるスタイルが観客に支持されブレイクした。
凶器攻撃の他にも、観客席の2階部分を始めとする高所ダイブも得意としている。ECW解散後はTNAなどアメリカ各地のインディー団体に上がり、ECW時代と変わらぬファイトぶりで名を馳せる。2003年4月にはハードコア・レスリングのレジェンドだったジプシー・ジョーと対戦。2005年にはECWのリユニオン・イベント  "Hardcore Homecoming" にも出場した。
2010年8月8日、TNAにて開催されたECWリユニオン・ショーのPPV "Hardcore Justice" に、ムスタファとのコンビで久々に登場、試合後のチーム3Dを急襲した。
2013年4月5日、PWS（Pro Wrestling Syndicate）にてネクロ・ブッチャーとの対戦を最後に引退した。
2021年5月14日、心臓発作のためにノースカロライナにて急逝。58歳没。

## 得意技
- 187（コーナーからの椅子爆弾）
- ギターショット
- 高所からの自殺ダイブ（まれにダイブとギターショットの融合攻撃も放つ）
- 工業用大型ホチキス攻撃（ステープラー）
- 鎖鎌やチェーン攻撃他ゴミ箱に入れている凶器攻撃

## 獲得タイトル
ECW
- ECW世界タッグ王座：3回（w / ムスタファ・サイード×2、ジョン・クローナス）

USWA
- USWA世界タッグ王座：1回（w / ホーム・ボーイ）

SMW
- SMWタッグ王座：1回（w / ムスタファ・サイード）

NGWA
- NGWAタッグ王座：1回（w / ムスタファ・サイード）
- NGWAヘビー級王座：1回

他、アメリカのインディー団体を中心に多数のタイトルを獲得。